# Фомін Василь Михейович
Васи́ль Михе́йович Фомі́н (15 лютого 1928, село Зенкіно, тепер Чаплигінського району Липецької області, Російська Федерація — 24 листопада 1996) — молдавський радянський діяч, міністр автомобільного транспорту Молдавської РСР. Кандидат у члени ЦК КП Молдавії в 1958—1961, 1966—1976 та 1986—1990 роках. Член ЦК КП Молдавії в 1976—1986 роках. Депутат Верховної Ради Молдавської РСР 8—11-го скликань. Кандидат економічних наук (1972).

## Біографія
Народився в селянській родині.
У 1950 році закінчив Московський автомеханічний інститут.
У 1950—1951 роках — інженер науково-дослідного інституту.
У 1951—1955 роках — 2-й секретар, 1-й секретар Комінтернівського районного комітету ВЛКСМ міста Москви; відповідальний організатор ЦК ВЛКСМ.
Член КПРС з 1952 року.
У 1955—1959 роках — 2-й секретар ЦК ЛКСМ Молдавії.
У 1959 році — заступник завідувача відділу партійних органів ЦК КП Молдавії; заступник завідувача промислово-транспортного відділу ЦК КП Молдавії.
30 листопада 1959 — 12 вересня 1961 року — начальник Головного управління професійно-технічної освіти Ради міністрів Молдавської РСР.
У 1961—1963 роках — слухач Вищої партійної школи при ЦК КПРС у Москві.
У 1963—1965 роках — начальник Управління перевезень Міністерства автомобільного транспорту та шосейних доріг Молдавської РСР.
У 1965—1966 роках — 1-й секретар Октябрського районного комітету КП Молдавії міста Кишинева.
У 1966—1967 роках — секретар, у 1967—1971 роках — 2-й секретар Кишинівського міського комітету КП Молдавії.
У 1971 — 20 липня 1988 року — міністр автомобільного транспорту Молдавської РСР.
Подальша доля невідома.

## Нагороди
- орден Жовтневої Революції
- два ордени Трудового Червоного Прапора
- орден «Знак Пошани»
- медалі